# آزادی یا مرگ
آزادی یا مرگ یا پهلوان میکلس∗ (به یونانی: Καπετάν Μιχάλης) کتابی است نوشتهٔ نیکوس کازانتزاکیس که یکی از آثار مهم ادبیات معاصر یونان محسوب می‌شود. این اثر که به زبان‌های مختلفی از جمله فارسی برگردانده شده‌است به سال ۱۹۵۴ به طبع رسیده‌است.
کتاب به ماجرای مبارزهٔ پهلوان میکلس، پهلوان یونانی اهل جزیرهٔ کرت با دولت عثمانی که در آن زمان هنوز حاکم بخشی از اروپا و من‌جمله یونان بود می‌پردازد. عمده ماجراهای کتاب در شورش سال ۱۸۸۹ جزیرهٔ کرت علیه عثمانی رخ می‌دهد. کازانتزاکیس برای شخصیت میکلس از پدر خود الهام گرفته‌است.
نویسنده در نوشتن این اثر از فرهنگ عامهٔ مردم کرت و اصطلاحات روزمرهٔ ایشان هم فراوان استفاده کرده‌است.